# Novae Hollandiae Plantarum Specimen

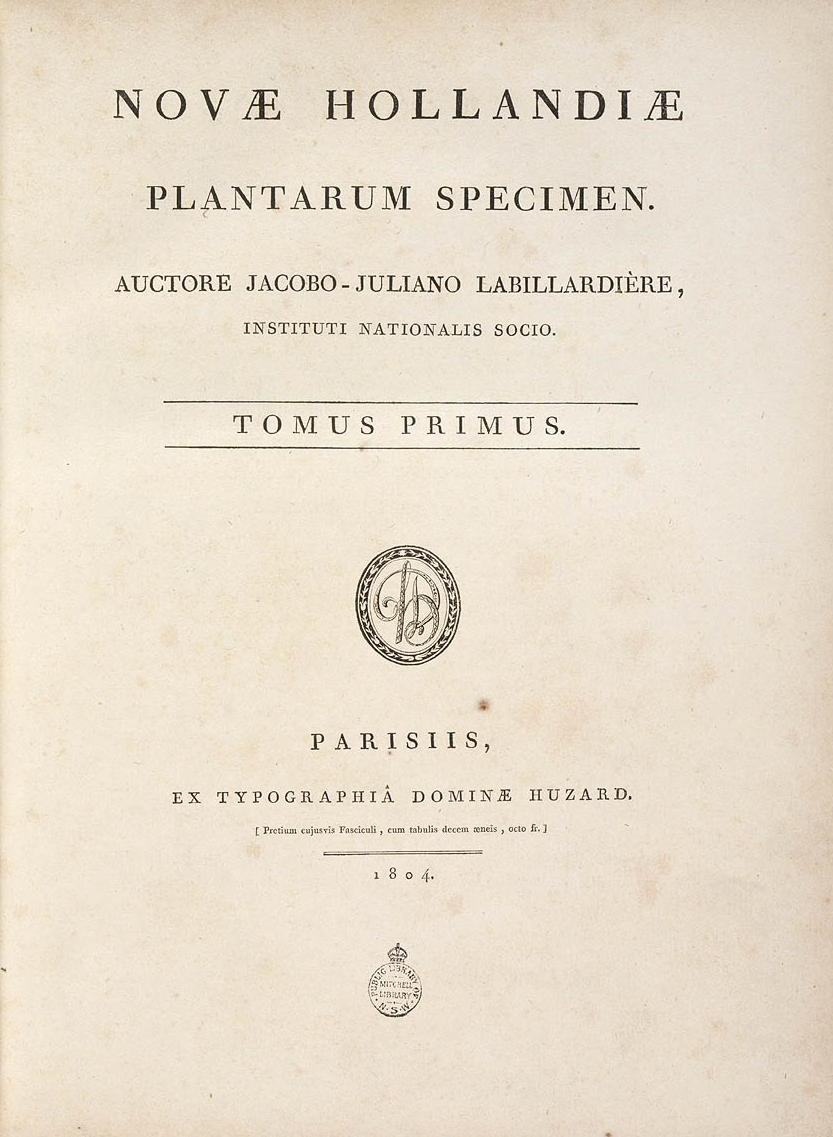
Título

Novae Hollandiae Plantarum Specimen es una obra en dos volúmenes que describe la flora de Australia. El autor fue el botánico francés Jacques Labillardière, que visitó la región en 1792 con la expedición d'Entrecasteaux. Publicado entre 1804 y 1806, es uno de los primeros trabajos para describir las plantas del continente; de acuerdo a Denis y Maisie Carr, "[en términos prácticos], ésta fue la primera obra en describir la flora de Australia.
El trabajo describe las colecciones botánicas realizadas por él y su compañero en la expedición d'Entrecasteaux, Claude-Antoine-Gaspard Riche, y la no atribuida y más tardía colección de la expedición de Nicolas Baudin. Las colecciones de  Labillardière fueron incautadas por los ingleses, pero le fueron devueltas en Francia mediante la intervención de Joseph Banks.  Hizo sus colecciones en la isla del Observatorio y otros lugares en el archipiélago de La Recherche. Una amplia colección también se realizó en la bahía de la Recherche, durante sus dos visitas a Tasmania.

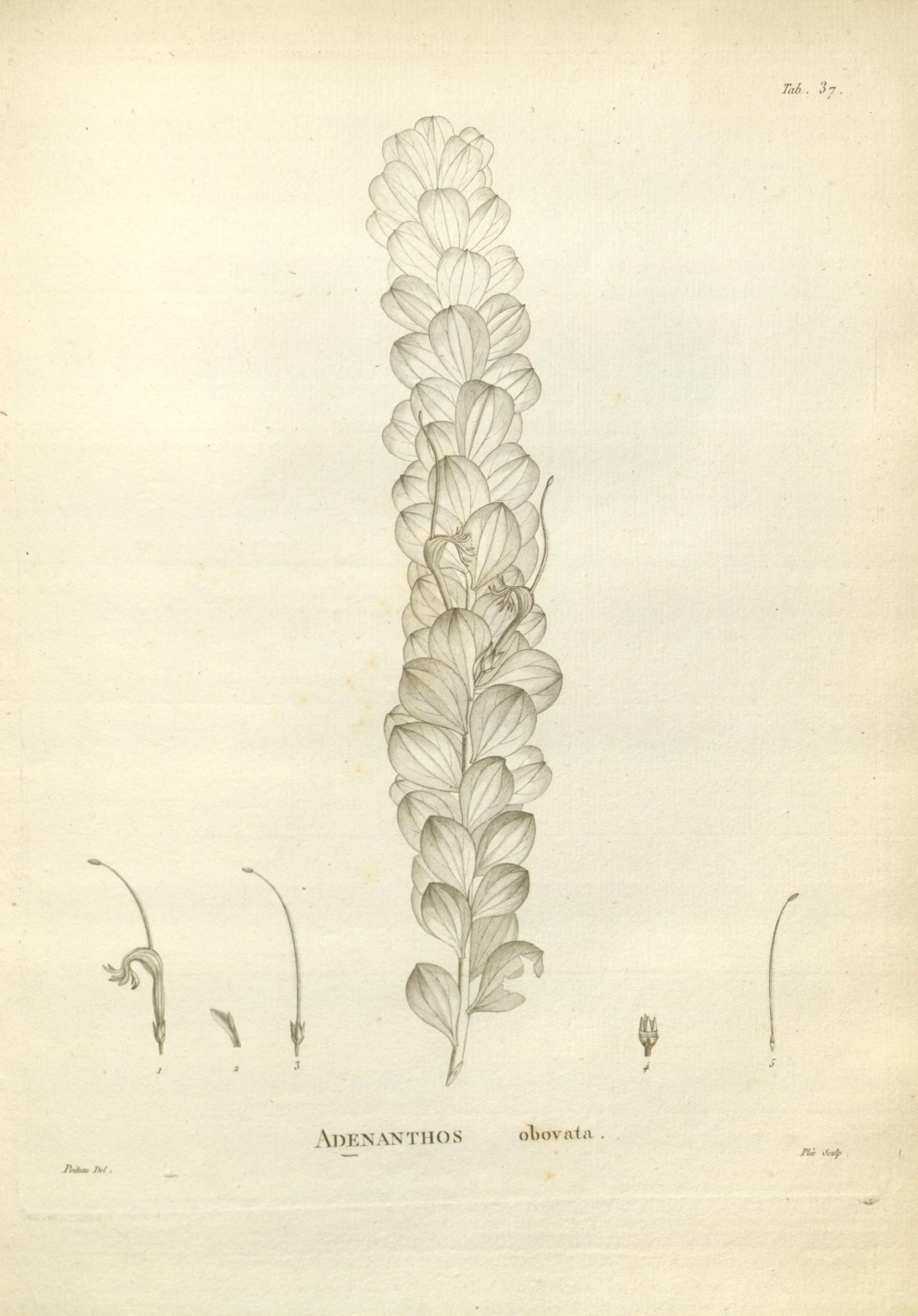
Tab. 37 Adenanthos obovata

En el prólogo se describe el viaje, desde el cabo de Buena Esperanza hasta Australia, un ejemplo del continente que fue nombrado como 'Australia' antes de su divulgación por Flinders utilizada en A Voyage to Terra Australis. El trabajo incluye 256 ilustraciones botánicas en blanco y negro, incluidas las contribuciones de Pierre Antoine Poiteau en placas de cobre dibujadas por Pierre Antoine Poiteau y grabadas por Auguste Plée, que fueron producidas para otras ilustraciones.
Labillardière nombró y describió la flora de Australia más que cualquier otro botánico de su época y su obra fue la más completa hasta que Robert Brown publicó su Prodromus. Este trabajo contó con las primeras descripciones de Cephalotus follicularis, una planta carnívora, y las especies Adenanthos obovatus y Gahnia trifida de la costa sur. Las colecciones realizadas en el suroeste de Australia también produjo los nuevos géneros Adenanthos (Proteaceae) y Calytrix (Myrtaceae), las especies Astartea fascicularis, Hakea clavata y Taxandria marginata, y la primera descripción de la hoy ampliamente introducida Acacia saligna. Las especies de Tasmania incluyen a Eucryphia lucida y Phyllocladus aspleniifolius.  La primera colección en confirmar en Australia los briófitos que se describen e ilustran por el autor, el nombre actual de estas especies son los musgos Cyathophorum bulbosum y Hypnodendron comosum y una hepática Hymenophyton flabellatum.
Novae Hollandiae Plantarum Specimen ha sido elogiada por la exactitud de sus descripciones y nombres científicos y por el elegante acuñado del mismo. Ha sido criticado por su imprecisión y errores ocasionales en la localidad de recolección y el hábitat, por ejemplo, los atribuidos de la colección de Eucalyptus ovata en el suroeste de Australia, que solo se da en Tasmania y el sureste de Australia. Labillardière también ha sido criticado por publicar especies basado en los especímenes recogidos por otros botánicos, sin dar la atribución o el reconocimiento de los especímenes.
La abreviatura de la obra, Nov. Holl. Pl., se utiliza en la literatura científica de los vegetales, y es también conocida por el título Specimens of the Plants of New Holland.  Es la segunda publicación de Labillardière para describir la flora de Australia, el primero fue Relation du Voyage à la Recherche de la Pérouse en 1799, una versión popular de la travesía en busca de la expedición La Pérouse. El trabajo anterior contiene la primera descripción de especies de plantas como Eucalyptus cornuta.